# Eulepidotis micca
Eulepidotis micca là một loài bướm đêm trong họ Erebidae.